# 謝爾登鎮區 (明尼蘇達州休斯頓縣)
謝爾登鎮區（英語：Sheldon Township）是位於美國明尼蘇達州休斯頓縣的一個行政鎮區。

## 地方資料
謝爾登鎮區的面積為77.07平方千米，當中陸地面積為76.92平方千米，而水域面積為0.15平方千米。根據2020年美國人口普查的數據，當地共有人口300人，而人口密度為每平方千米3.89人。